# Aureille
Aureille ist eine Gemeinde mit 1537 Einwohnern (Stand 1. Januar 2022) im Süden Frankreichs im Département Bouches-du-Rhône (13) der Region Provence-Alpes-Côte d’Azur. Der Name des Ortes leitet sich von der Lage Aureilles an der Römerstraße Via Aurelia ab.

## Geographie
Der Ort liegt zwischen Mouriès im Westen und Eyguières im Osten an der Bergkette der Alpilles. Das Gemeindegebiet gehört zum Regionalen Naturpark Alpilles.

## Bevölkerungsentwicklung
| Jahr                       | 1962 | 1968 | 1975 | 1982 | 1990 | 1999 | 2007 | 2017 |
| Einwohner                  | 465  | 518  | 573  | 835  | 1220 | 1357 | 1463 | 1522 |
| Quellen: Cassini und INSEE |      |      |      |      |      |      |      |      |

## Wappen
Wappenbeschreibung: In Rot und Gold gespalten, vorn ein gemauerter goldener Zinnenturm mit geschlossenem goldenen Tor und hinten ein roter aufrechter sitzender Löwe.